# Hölltal (Gemeinde Lilienfeld)
Das Hölltal ist eine Ortslage und ein Tal bei Lilienfeld in Niederösterreich.

## Lage
Das Tal führt vom Stift Lilienfeld nach Süden und endet im Hintereben, das auch Klostereben genannt wird, und besteht aus der Lage Kalkmühle und den Überresten mehrerer Kalköfen.

## Geschichte
In der ersten Hälfte des 19. Jahrhunderts experimentierten die Mönche des Lilienfelder Stifts, angeführt durch Pater Leopold Schrittwieser (1803–1883), im Hölltal mit dem Brennen von Kalk und errichtete eine aus drei Öfen bestehende Anlage, die zunächst aus einem einfachen Feldofen bestand und in der Folge mit zwei am Hang positionierten Brennöfen erweitert wurde; dies, um das Terrain für die Beschickung der Öfen bestmöglich zu nutzen. Den zum Brennen benötigten Kalk brachen sie in den Hängen unterhalb des Klosterebens. Der Feldofen war mit einer Pultdach-Konstruktion überdeckt und die beiden Brennöfen in einem sattelbedachten Ofenhaus zusammengefasst. Die Inschrift Albericus I. Abbas Aedificat 1863 verweist darauf, dass das Gebäude 1863 vom Abt Alberich I. errichtet wurde. Die Mönche deckten damit aber ausschließlich den klösterlichen Eigenbedarf: Die Kalkmühle weiter unterhalb diente zum Löschen des Kalks, der sogleich zu Mörtel verarbeitet und im Kloster aufgebracht wurde.
Die Anlage wurde 1919 stillgelegt, die Kalkmühle 1955 zum Wohnhaus umfunktioniert und um Zubauten erweitert. Die Kalkmühle steht heute unter Denkmalschutz (Listeneintrag).